# Lyng Sogn
Lyng Sogn er et sogn i Fredericia Provsti (Haderslev Stift).
Efter at Lyng Kirke var indviet i 1994, blev Lyng Sogn oprettet i 2004 og udskilt fra Erritsø Sogn, som havde hørt til Elbo Herred i Vejle Amt. Erritsø sognekommune var ved kommunalreformen i 1970 indlemmet i Fredericia Kommune.
I sognet findes følgende autoriserede stednavne:
- Erritsø (bebyggelse, ejerlav)
- Erritsø Strand (bebyggelse)
- Lyng (bebyggelse)
- Lyngsodde (areal, bebyggelse)
- Sanddal (bebyggelse)
- Skovhave (bebyggelse)
- Snoghøj (bebyggelse)